# Paris-Roubaix de 1949
A 47.º edição da corrida ciclista Paris-Roubaix teve lugar a 18 de abril de 1949 e foi vencida pelo italiano Serse Coppi e pelo francês André Mahé que foram classificados ex-æquo.  André Mahé foi o primeiro corredor que cruzou a linha de meta, mas o fez após que uns oficiais de corrida se equivocassem e fizessem entrar ao velódromo ao grupo que marchava escapado por um lugar equivocado. Tiveram inclusive que entrar ao Velódromo de Roubaix saltando com a bicicleta pelas arquibancadas. Serse Coppi, irmão do afamado Fausto Coppi, foi o primeiro ciclista que cruzou a meta entrando ao velódromo pelo lugar adequado. Após uma grande polémica decidiu-se nomear aos dois ciclistas vencedores daquela edição.

## Desenvolvimento da corrida
217 corredores tomaram a saída em Saint-Denis . Esta edição foi anunciada como um duelo entre o belga Rik Van Steenbergen, quem defendia título, e o italiano Fausto Coppi, quem participava pela primeira vez.
Após uma curta escapada de Paolieri, Buenaventura, e Walkiers Brambilla, mais tarde uniu-se Bernard Gauthier, Lambrechts, Mallabrocca e Gherardi quem formaram um novo grupo. Conseguiram um minuto e 15 segundos de vantagem. Em Amiens , três corredores, Accou, Florent Mathieu e Rossi, seguiam-lhes com 1 minuto e 45 segundos e acima de Jean Robic e Luis Deprez. Na cume Doullens, este último tomou a dianteira com Bernard Gautier. Dez corredores seguiam-lhes a 30 segundos, e depois outros 150 a um minuto e quinze segundos. Em Arras , o grupo voltou-se a unir.
Muitos corredores destacados para a vitória abandonam por quedas. Ferdi Kubler e Rik Van Steenbergen abandonam depois de cairem, respectivamente em Amiens e em Arras.
A 26 quilómetros da chegada em Seclin , o francês Jesús Moujica escapa-se. Os belgas Florent Mathieu e Frans Leenen unem-se a ele. O francês André Mahé também deixa o pelotão e lhes dá caça. Mathieu cai em Hem, depois Moujica cai e rompe um pedal de sua bicicleta. Ao chegar ao velódromo de Roubaix, Mahe e Leenen, bem como Moujica que lhes seguia, são mal orientados pela polícia. Entram à pista pela porta da sala de imprensa. Mahe é o primeiro em cruzar a linha de meta. Um importante pelotão passa pouco depois. O italiano Serse Coppi, irmão de Fausto Coppi, vence ao sprint por adiante de André Declerck.
Mahé foi nomeado o vencedor e fez a volta de honra pela vitória. Serse Coppi, com o apoio de seu irmão Fausto, propôs uma reclamação: o itinerário oficial não foi sido respeitado pelos primeiros corredores. Mahe é desclassificado, e Serse Coppi o vencedor. Durante a semana seguinte, a Federação Francesa de Ciclismo (FFC) designa vencedor a Mahe. A Federação Italiana de Ciclismo impugnou esta decisão ante a União Ciclista Internacional (UCI), que anulou o resultado em agosto e fixou a decisão final em novembro, durante sua convenção em Zurique . Por sua vez, Fausto Coppi ameaça com não seguir participando na Paris-Roubaix, se não se toma uma decisão favorável a seu irmão. A UCI decidiu sob pressão outorgar a vitória a André Mahé e Serse Coppi.

## Classificação final
|    | Ciclista              | Equipa             | Tempo      |
| -- | --------------------- | ------------------ | ---------- |
| 1  | Serse Coppi           | Bianchi-Ursus      | 6h 11' 59" |
| 1  | André Mahé            | Stella-Dunlop      | m. t.      |
| 3  | Frans Leenen          | Starnord           | m. t.      |
| 4  | Georges Martin        | Rhonson            | m. t.      |
| 5  | Jésus-Jacques Moujica | Mercier-Hutchinson | m. t.      |
| 6  | André Declerck        | Bertin             | m. t.      |
| 7  | Florent Mathieu       | Rochet             | m. t.      |
| 8  | Roger Gyselinck       | Groene Leeuw       | m. t.      |
| 9  | Achiel Buysse         | -                  | m. t.      |
| 10 | Albert Anciaux        | Peugeot            | m. t.      |